# Józef Rzążewski
Józef Rzążewski (XVIII/XIX wiek) – polski generał major ziemiański województwa sandomierskiego w czasie insurekcji kościuszkowskiej.
Utworzył batalion milicji ziemiańskiej, który wziął udział w bitwie pod Szczekocinami.